# Missile Defense Agency

Oficjalne logo agencji MDA

Missile Defense Agency (MDA), (Agencja Obrony Antybalistycznej) – agencja Departamentu Obrony USA, kierująca amerykańskim programem rozwoju systemu obrony antybalistycznej (Ballistic Missile Defense), znanym w Polsce jako „tarcza antyrakietowa”. Budżet agencji wynosi rocznie ok. 10 miliardów dolarów (w 2008 wyniósł 10,1 mld dolarów). Agencja powstała w 2002 r., kiedy to została przekształcona z BMDO (ang. Ballistic Missile Defense Organization – Organizacja Obrony Przeciwko Rakietom Balistycznym), poprzednia organizacja powstała w 1993 i była następczynią Organizacji Inicjatywy Obrony Strategicznej (SDIO – Strategic Defense Initiative Organization) utworzonej w 1983.